# Brush (Colorado)
Brush es una ciudad ubicada en el condado de Morgan en el estado estadounidense de Colorado. En el Censo de 2010 tenía una población de 5.463 habitantes y una densidad poblacional de 852,58 personas por km².

## Geografía
Brush se encuentra ubicada en las coordenadas 40°15′31″N 103°37′57″O / 40.25861, -103.63250. Según la Oficina del Censo de los Estados Unidos, Brush tiene una superficie total de 6.41 km², de la cual 6.41 km² corresponden a tierra firme y (0%) 0 km² es agua.

## Demografía
Según el censo de 2010, había 5.463 personas residiendo en Brush. La densidad de población era de 852,58 hab./km². De los 5.463 habitantes, Brush estaba compuesto por el 80.16% blancos, el 1.32% eran afroamericanos, el 1.46% eran amerindios, el 0.44% eran asiáticos, el 0.04% eran isleños del Pacífico, el 13.91% eran de otras razas y el 2.67% pertenecían a dos o más razas. Del total de la población el 36.23% eran hispanos o latinos de cualquier raza.